# Beatriz Vignoli
Beatriz Elvira Vignoli Blotta (Rosario, provincia de Santa Fe, 29 de enero de 1965) es una novelista, poeta, periodista, traductora y crítica de arte argentina. Es nieta del escultor rosarino Erminio Blotta (1892-1976). Fue crítica de arte y espectáculos del diario Buenos Aires Herald. Actualmente escribe en Página/12.

## Biografía
En los años ochenta colaboró en revistas «subterráneas» de Rosario y Buenos Aires (como Umbral Cultural, dirigida por Gerardo Diego Sofía). Entre 1992 y 1997 impulsó una serie de lecturas de poesía y narrativa de un grupo de escritores jóvenes de Rosario, núcleo de lo que luego serían las revistas Ciudad Gótica y Viajeros de la Underwood.
Entre 1993 y 1995 fue crítica de arte y espectáculos del diario Buenos Aires Herald (de Buenos Aires), en idioma inglés.
Entre 1991 y 1998 colaboró en las secciones «Cultura» y «Contratapa» del suplemento Rosario/12 del diario Página/12.
En 1998 estuvo a cargo de la sección «Cultura» de este diario.
Entre 1998 y 2000 colaboró regularmente en el suplemento cultural «Grandes líneas» del diario El Ciudadano y la Región. Desde 2000 publica notas sobre cultura en el suplemento Rosario/12 del diario Página/12.
En el año 2014 fue jurado de selección del Premio Artes Visuales organizado por la Fundación Itaú.

## Obra
- 1979: Proesía (prosa y poesía). Rosario: edición mimeografiada por el escritor Luis Ernesto Aguirre Sotomayor.
- 1980: Blues de la erosión (poesía). Rosario, edición de la autora.
- 1999: DAF (novela). Buenos Aires: Bajo la Luna (2014)[7][8]
- 2000: Almagro (poesía). Rosario: Editorial Municipal de Rosario (premio municipal de poesía Felipe Aldana).
- 2001: Viernes (poesía). Buenos Aires: Bajo la luna nueva. Fue uno de los libros seleccionados para el Plan de Promoción a la Edición de Literatura Argentina, de la Secretaría de Cultura y Medios de Comunicación de la Presidencia de la Nación.
- 2002: Sushi Haiku Club (poesía), inédito.
- 2003: Bengala (poesía), inédito.
- 2004: Itaca (poesía). Rosario: Junco y Capulí.
- 2004: Reality (novela). Rosario: Editorial Municipal de Rosario.
- 2007: Soliloquios (poesía). Rosario: Huesos de Jibia.
- 2007: Nadie sabe adónde va la noche (nouvelle). Buenos Aires: Bajo la Luna.
- 2009: Bengala (poesía). Buenos Aires: Bajo la Luna.
- 2011: Molinari baila (novela). Rosario: El Ombú Bonsái
- 2012: Es imposible pero podría mentirte (nouvelle). Rosario: Homo Sapiens
- 2013: Kelpers (relatos). Maldonado: Trópico Sur[8]
- 2013: Tritigre o la vera historia del gato de tres cabezas. Rosario: Soquete Terrorista[8]
- 2013: Kozmik tango (crónica). Rosario: EMR[8]
- 2014: Lo gris en el canto de las hojas (poesía). Rosario: Baltazar Editora
- 2014: Árbol solo (poesía). Rosario: Editorial Iván Rosado
- 2021: Mi gato interior  (cuentos). Rosario: Libros Silvestres
- 2022: Viernes, poesía reunida 1979-2021 (poesía). Buenos Aires: Nebliplateada
- 2022: Expreso (poesía). Rosario: Editorial Biblioteca
- 2022: Lemuria (novela). Buenos Aires: Editorial Mansalva
- 2023: Reverie (novela). Rosario: Editorial Iván Rosado
- 2023: Museo del viento (poesía). Buenos Aires: Nebliplateada
- 2024: Podré recordarte sin que me interrumpas (obituarios reunidos). Buenos Aires: Editorial La Gran Nilson

### En antologías
- 1995: Poesía en la fisura (selección y prólogo: Daniel Freidemberg). Buenos Aires: Ediciones del Dock.
- 1998: «Poesía argentina de los noventa» (selección y notas de Edgardo Dobry), en revista La Página, n.º 3, Santa Cruz de Tenerife (Canarias).
- 2001: «Poesía», sección de La Nación Revista (selección de textos: Mirta Rosenberg y Daniel Samoilóvich), n.º 1646, pág. 79. Buenos Aires: 21 de enero de 2001.
- 2003: «Mujeres poetas de América Latina», revista Caravelle (cahiers du monde hispanique et luso-bresilien (sección «Littératures»), n.º 81. Tolosa (Francia): Presses Universitaires du Mirail.
- 2004: Poetas de Rosario: desde la otra orilla (edición al cuidado de Pedro Enríquez y Andrés Neuman; estudio preliminar de Roberto Retamoso. Ayuntamiento de Granada (España).
- 2004: Señales de la nueva poesía argentina (selección y estudio de Pablo Anadón, posfacio de José Luis García Martín). Gijón (España): Llibros del Pexe.
- 2004: Twenty Poets from Argentina: Poetry in the Nineties (edición bilingüe, traducción de Andrew Graham Yooll y prólogo de Daniel Samoilóvich). Bradford (Reino Unido): Redbeck Press, 2004.
- 2004: Antología personal (1979-2004). Rosario: Honorable Concejo Municipal de Rosario.
- Dodecaedro (edición de María Paula Alzugaray, prólogo de Claudia Caisso).

## Colaboraciones
- diario Clarín (Buenos Aires), suplemento «Cultura y nación»
- diario El Ciudadano y la Región (Rosario)
- diario El Litoral (Santa Fe), suplemento cultural
- diario El País Cultural (Montevideo)
- diario La Capital (Rosario), suplemento «Señales»
- diario Rosario/12 (Rosario)
- diario Buenos Aires Herald (Buenos Aires)
- revista literaria Diario de Poesía
- revista literaria Diario de Poesía
- revista literaria Fénix (Alta Gracia, Córdoba)
- revista literaria Hablar de poesía
- revista El Cielo Protector, de Nahuel Marquet (Rosario)
- revista La Nación (Buenos Aires)
- revista Vox
- revista Poesía.com

y otras revistas especializadas.